# Ribair Rodríguez
Ribair Rodríguez Pérez (nascido em 4 de outubro de 1987 em Montevidéu) é um futebolista uruguaio que atualmente joga pelos Leones Negros na segunda divisão do campeonato de futebol mexicano.

## Carreira
Ribair começou a carreira no Danubio em 2004.

## Títulos
- Danubio 2004 (Campeonato Uruguaio)
- Danubio 2006 (Torneo Apertura)
- Danubio 2007 (Torneo Clausura)